# Энгельхартсцелль-ан-дер-Донау
Энгельхартсцелль-ан-дер-Донау (нем. Engelhartszell an der Donau) — ярмарочная коммуна (нем. Marktgemeinde) в Австрии, в федеральной земле Верхняя Австрия. 
Входит в состав округа Шердинг.  Население составляет 1128 человек (на 31 декабря 2005 года). Занимает площадь 19 км². Официальный код  —  41407.

## Политическая ситуация
Бургомистр коммуны — Роланд Пихлер (АНП) по результатам выборов 2003 года.
Совет представителей коммуны (нем. Gemeinderat) состоит из 19 мест.
- АНП занимает 13 мест.
- СДПА занимает 4 места.
- АПС занимает 2 места.